# María José Figueras Salvat
María José Figueras Salvat   (Tarragona, 1956) és una biòloga catalana, catedràtica de microbiologia i investigadora en contaminació microbiològica de l'aigua. Va graduar-se a la Universitat de Barcelona el 1979 i es va doctorar el 1986. A la Universitat de Groningen va especialitzar-se en microscòpia electrònica. Ha exercit com a professora a la Universitat de Barcelona i posteriorment a la Universitat Rovira i Virgili.
Ha estat assessora científica de l'Organització Mundial de la Salut, del Programa Ambiental de les Nacions Unides, de la Comissió Europea i de l'Agència Catalana de l'Aigua de la Generalitat de Catalunya en temes relacionats amb la contaminació microbiològica de l'aigua. També ha estat membre de la junta directiva de la Societat Espanyola de Microbiologia i ambaixadora de la Societat Americana de Microbiologia a l'Estat espanyol (2015-2018).
Ha estat rectora de la Universitat Rovira i Virgili entre el 2018 i el 2022, sent la primera dona en ostentar aquest càrrec.